# هالفيرده

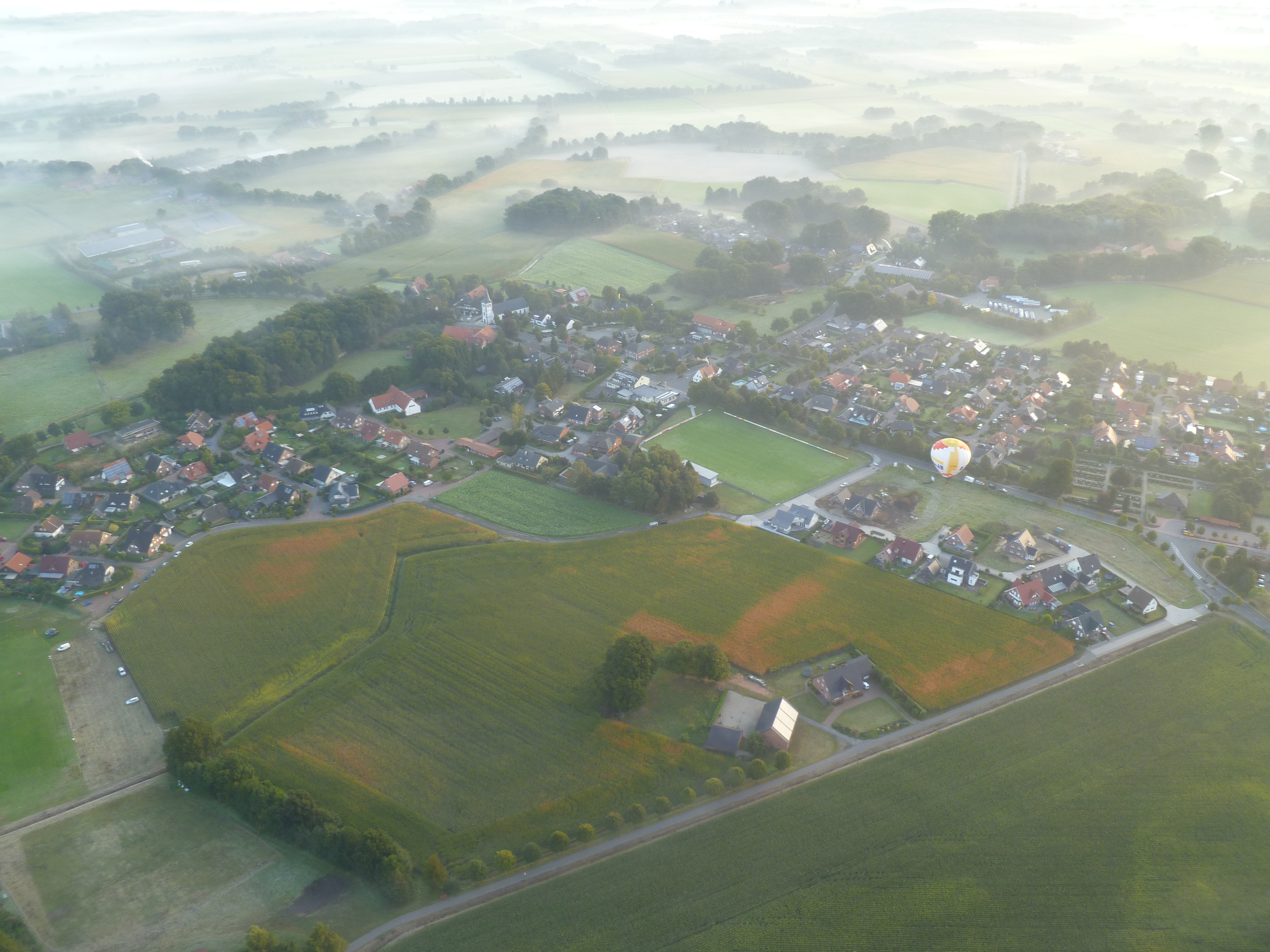
صورة جوية من المنطاد لقرية هالفيرده

هالفيرده (بالألمانية: Halverde) هي قرية تابعة لبلدية هوبستن. تقع في أقصى شمال بلاد تكلنبورغ بقضاء شتاينفورت التابع لولاية شمال الراين - وستفاليا الألمانية. يبلغ عدد سكانها حسب تعداد أيار 2006 1149 نسمة.